# Xanthichthys caeruleolineatus
Xanthichthys caeruleolineatus es una especie de peces de la familia Balistidae en el orden de los Tetraodontiformes.

## Morfología
Pueden llegar alcanzar los 35 cm de longitud total.

## Distribución geográfica
Se encuentra desde las  costas occidentales del Océano Índico hasta Indonesia, las Tuamotu y Ryukyu.